# Arcade Huang

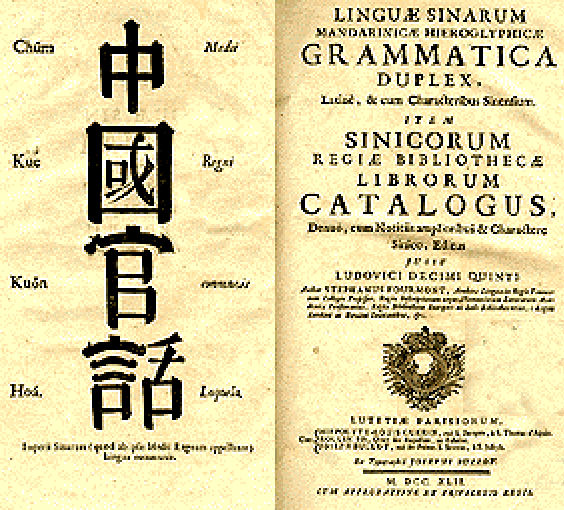
Fourmont Grammar

Arcade Huang (chinesisch 黃嘉略 / 黄嘉略, Pinyin Huáng Jiāluè; * 15. November 1679 in Putian; † 13. Oktober 1716 in Paris) war ein chinesischer Christ, Übersetzer, Dolmetscher und Schriftsteller.
Er war Übersetzer von Ludwig XIV. und Charles de Secondat, Baron de Montesquieu. Seine Hauptwerke sind das erste chinesisch-französische Lexikon und das Buch Chinesische Grammatik.